# Širo Tešima
Širo Tešima (japonsko 手島 志郎), japonski nogometaš, * 26. februar 1907, Hirošima, Japonska, † 6. november 1982.
Za japonsko reprezentanco je odigral dve uradni tekmi.